# Хотел бы я быть здесь
«Хоте́л бы я быть здесь» (англ. Wish I Was Here) — американская комедия/драма 2014 года, снятая Заком Браффом и написанная им совместно с собственным братом Адамом Дж. Браффом. Премьера состоялась на фестивале «Сандэнс» в 2014 году, где лента была встречена овацией стоя и заслужила похвальные отзывы критиков. Слоган фильма: «Жизнь — это шанс. Воспользуйся им».

## Сюжет
Главный герой Эйден Блум (Зак Брафф) — 35-летний отец двоих детей. Он постоянно ходит на пробы в попытках осуществить свою мечту стать актером, пока его жена Сара (Кейт Хадсон) работает за двоих. Отец Эйдена хочет, чтобы его внуки росли в религии, поэтому оплачивает их учебу в частной еврейской школе. Вскоре он сообщает, что его рак вернулся, и он больше не сможет оплачивать внукам их обучение. У главного героя слишком мало средств, чтобы делать это самостоятельно, и он забирает детей из школы. Теперь Эйден сам занимается их образованием. Уча жизни двух своих детей, герой постепенно обнаруживает некоторые части себя, которые он не мог найти раньше.

## В ролях
- Зак Брафф — Эйден Блум, главный герой, не самый успешный актёр, еврей, муж и отец двоих детей
- Кейт Хадсон — Сара Блум[1], жена Эйдена, полуеврейка, фактически содержит семью, работая на работе, которую не любит и на которой терпит сексуальные домогательства со стороны коллеги
- Джоуи Кинг — Грейс Блум, дочь Эйдена, очень религиозна, из-за чего испытывает некоторые трудности в общении со сверстниками
- Пирс Ганьон — Такер Блум, шестилетний сын Эйдена, любит видеоигры и издеваться над своей сестрой
- Мэнди Патинкин — Гейб Блум, отец Эйдена, болен раком, оплачивал обучение своих внуков в частной школе для евреев, но из-за болезни вынужден был потратить деньги на лечение
- Джош Гэд — Ной Блум, брат Эйдена, живёт в трейлере на берегу океана, гик, начинающий блогер, победил в конкурсе костюмов на Комик-Коне
- Эшли Грин — Джанин, девушка в ростовой мохнатой кукле, соседка Ноя
- Джим Парсонс — Пол, актёр на пробах, впоследствии друг Эйдена
- Дональд Фэйсон — Энтони, сотрудник автосалона Aston Martin
- Джеймс Эйвери — актёр на пробах

## Предыстория
24 апреля 2013 года Зак Брафф запустил кампанию на Кикстартере по сбору 2 млн долларов для своего нового фильма, написанного им вместе с братом. Были объявлены оператор будущего фильма — Лоуренс Шер и продюсеры — Майкл Шамберг и Стейси Шер. За три дня была собрана вся сумма. В итоге за 30 дней кампании Браффу удалось собрать 3 105 473 долларов пожертвований от 46 520 человек.
Премьера фильма состоялась на фестивале «Сандэнс» в январе 2014 года, через 10 лет после премьеры первого фильма Браффа, «Страна садов». Фильм заработал стоячую овацию и несколько восторженных отзывов от критиков. Focus Features купила права на дистрибуцию фильма за 2,75 млн долларов.

## Критика
Фильм получил смешанные отзывы критиков. На сайте Rotten Tomatoes он получил 46 %, базируясь на 114 рецензиях. На сайте Metacritic фильм получил 43 балла из 100.

## Съёмки
Съемочный процесс проходил в Лос-Анджелесе с 5 августа по 6 сентября 2013 года.